# Zeitmesser
『Zeitmesser』（ツァイトメッサー）は、RXの2枚目のオリジナル・アルバム。

## 概要
前作『CHEMICAL REACTION』以来、約9年振りのオリジナル・アルバム。
『CHEMICAL REACTION』では、石川俊介と雷電湯澤は、聖飢魔II活動時の格好だったが、本作では人間界に帰化したため、素顔で登場している。
インストゥルメンタル曲が4曲、ボーカル有りの楽曲が2曲収録されており、ボーカルはロビー・ダンジーが担当している。

## 収録曲
1. get it! get it!
作曲：松崎雄一
WOWOW「東京ロンブータワー」エンディング・テーマ。
2. Close To Me
作詞：ロビー・ダンジー / 作曲：雷電湯澤
3. Agrion
作曲：松崎雄一
4. !HAEY
作曲：石川俊介
5. Crazy Heart
作詞：ロビー・ダンジー / 作曲：雷電湯澤
6. Mystery from Greenman
作曲：石川俊介